# Kumiko Kotera
Kumiko Kotera (née le 24 août 1982) est une astrophysicienne française spécialiste des rayons cosmiques et plus particulièrement des rayons cosmiques de haute énergie. Elle est directrice de l'Institut d’astrophysique de Paris depuis janvier 2025.

## Biographie

### Carrière
Née en France de parents japonais, Kumiko Kotera a voulu devenir physicienne dès le collège,. Après des études scientifiques et l'obtention d'un diplôme d'ingénieur à l'ENSTA Paris en 2005, elle soutient sa thèse de doctorat à l'université Pierre-et-Marie-Curie en 2009 sur le thème des rayons cosmiques de haute énergie. Elle passe ensuite trois ans aux États-Unis, à l'université de Chicago puis au California Institute of Technology, en tant que chercheuse postdoctorale. Elle obtient ensuite un poste permanent à l'Institut d'astrophysique de Paris en 2012. Elle fait partie depuis 2014 des responsables du projet Giant Radio Array for Neutrino Detection (GRAND) qui s'intéresse aux neutrinos de haute-énergie. En 2023-2024 elle fait un séjour de recherche à la université d'État de Pennsylvanie en tant que lauréate du programme Fulbright.
Kumiko Kotera prend les fonctions de directrice adjointe par intérim de l'Institut d'astrophysique de Paris (IAP) en mai 2021. En 2024, elle est nommée directrice de l'IAP,. Elle est la première femme à ce poste,.

### Vie privée
Kumiko Kotera est mariée et a deux enfants.

## Distinctions
Kumiko Kotera a reçu en 2012 le prix Young Star de la Société américaine de physique et en 2016 la médaille de bronze du CNRS.

## Principales publications
- Thèse de doctorat : Sources énergétiques, champs magnétiques extra-galactiques, astroparticules : énigmes astrophysiques vues par les rayons cosmiques de ultra-haute énergie, soutenue en 2009.
- Kumiko Kotera, L'Univers violent, Trou noir, supernova, pulsar ..., Albin Michel, 2025, 304 p. (ISBN 9782226497147, lire en ligne).